# Southern-Airways-Flug 242
Am 4. April 1977 verunglückte eine Douglas DC-9-31 auf dem Southern-Airways-Flug 242, nachdem beide Triebwerke beim Durchfliegen eines schweren Gewitters ausgefallen waren. Die Besatzung entschied sich situationsbedingt für eine Notlandung auf einer zweispurigen Hauptverkehrsstraße (Highway) im Paulding County (Georgia), wobei die anfliegende Maschine zunächst mit den Tragflächen mehrere Bäume streifte. Das Flugzeug kam beim Aufsetzen vom Highway ab und zerbrach in mehrere Haupttrümmerteile, die unter anderem ein Haus und eine Tankstelle trafen. Bei dem Unfall kamen 62 der 85 Insassen ums Leben. Zudem wurden acht Personen am Boden getötet sowie eine weitere schwer verletzt. Diese Person verstarb einen Monat später an ihren Verletzungen, ebenso ein Passagier nach zwei Monaten, wodurch sich die Zahl der Todesopfer auf 72 erhöhte.

## Hintergrund
Flugkapitän Bill McKenzie und sein Erster Offizier Lyman Keele hatten ihren Dienst am Morgen des 4. Aprils auf dem nahe bei Muscle Shoals (Alabama) gelegenen Northwest Alabama Regional Airport angetreten und an diesem Tag bereits einen gemeinsamen Hin- und Rückflug auf der Route von Muscle Shoals über Huntsville (Alabama) nach Atlanta (Georgia) bei normalen Wetterbedingungen absolviert.
Vor dem zweiten Flug nach Atlanta erhielten die Piloten in Muscle Shoals aktuelle Wetterinformationen vom zuständigen Dispatcher der Southern Airways. Seine Angaben zur Wetterlage basierten auf den Informationen, die er letztmals gegen 14:00 Uhr von den nationalen Wetterdiensten National Weather Service (NWS) und National Severe Storms Forecast Center (NSSFC)  bezogen hatte. Für den nördlichen Teil des Bundesstaates Georgia und den westlichen Teil des Bundesstaates Alabama lag eine SIGMET-Warnung vor, die auf einzelne Gewitter hinwies, von denen einige schwer sein könnten. Zudem leitete der Dispatcher eine Tornado-Warnung des NSSFC an die Piloten weiter, die unter anderem auch für einige der Bezirke im Bundesstaat Georgia galt, welche sie auf dem zweiten Streckenabschnitt von Huntsville nach Atlanta überfliegen würden. Aktuelle Wetterkarten mit den Gewittern und Tornados erhielten die Piloten nicht.

## Flugverlauf

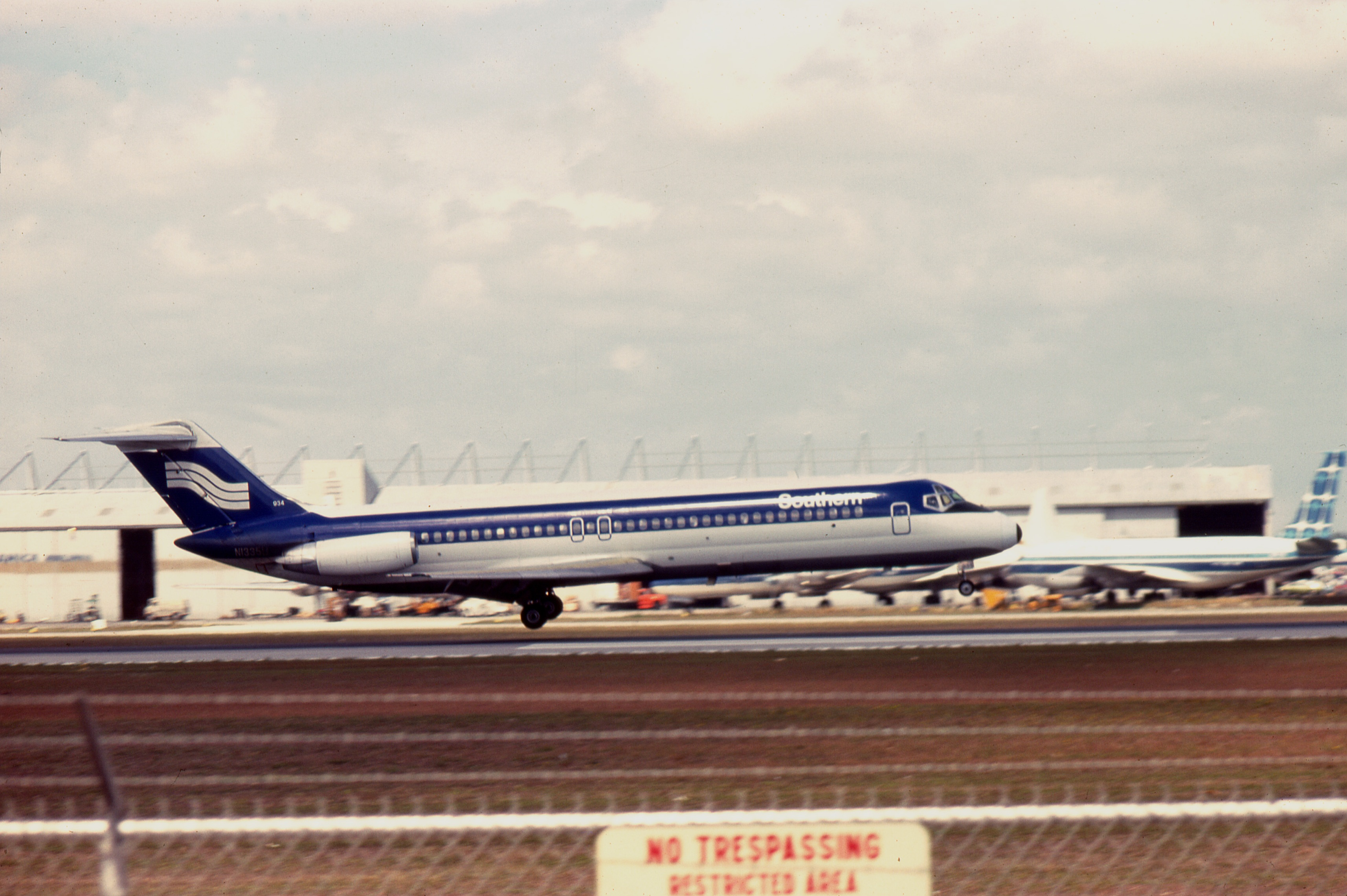
Die verunglückte Douglas DC-9 der Southern Airways auf dem Flughafen Miami im Jahr 1977.

Die Douglas DC-9 startete um 15:21 Uhr in Muscle Shoals zur Etappe nach Huntsville, wo sie um 15:44 Uhr planmäßig zwischenlandete. Zu dieser Zeit versuchte der Dispatcher mehrfach, neue Informationen vom Wetterdienst NWS einzuholen. Dies gelang ihm nicht, weil die Telefonleitung besetzt war. Zwischenzeitlich hatten sich die einzelnen Gewitterzellen zu einer durchgehenden Wetterfront verbunden, die sich entgegen der früheren Vorhersage sehr schnell dem Grenzgebiet der Bundesstaaten Alabama und Georgia aus südöstlicher Richtung näherte. Diese Multizellenfront bewegte sich mit einer Geschwindigkeit von 55 Knoten (rund 90 km/h) über Grund vorwärts und gehörte zu den schnellsten seit Beginn der Wetteraufzeichnungen in den USA.
Die Maschine hob nach einem zehnminütigen Aufenthalt in Huntsville um 15:54 Uhr zum Weiterflug nach Atlanta ab, ohne dass die Flugbesatzung neue Informationen zur Wetterlage erhalten hatte. Der Flug wurde vom Ersten Offizier (Kopiloten) durchgeführt, während der Flugkapitän die Aufgaben des „pilot not flying“ übernahm. Die Abflugkontrolle in Huntsville erteilte der Besatzung unmittelbar nach dem Start eine Freigabe, auf 17.000 Fuß (rund 5.180 Meter) zu steigen sowie eine Streckenfreigabe zum Drehfunkfeuer Rome (VOR Rome). Eine Minute später wies der Fluglotse die Piloten auf eine Regenzone hin, die etwa fünf Seemeilen (rund neun Kilometer) voraus in Flugrichtung lag und zu den Ausläufern der Wetterfront gehörte. Diese Zone mit mäßiger Regenstärke wurde ebenso vom Wetterradar des Flugzeugs erfasst. Die Abflugkontrolle Huntsville überstellte den Flug um 15:57 Uhr an die Bezirkskontrollstelle in Memphis (Memphis Center) und diese nur zwei Minuten später an die Bezirkskontrollstelle in Atlanta (Atlanta Center, Sector 39). Die Besatzung erhielt von der Flugsicherung in Atlanta keine neuen Informationen zur Wetterlage, fragte diese aber auch nicht nach. Um 16:03 Uhr wurde der Flug an einen anderen Fluglotsen (Atlanta Center, Sector 40) überwiesen. Die Maschine befand sich zu diesem Zeitpunkt etwa 35 Meilen (rund 58 Kilometer) westlich des VOR Rome beziehungsweise rund 20 Meilen (rund 35 Kilometer) westlich der Front. Der Kapitän entschied zunächst, die sich mittlerweile deutlich auf dem Wetterradar abzeichnende durchgehende Gewitterfront zu umfliegen, statt sie zu durchfliegen. Wenige Sekunden später wies der steuernde Kopilot den Kapitän jedoch darauf hin, dass das Wetterradar ein „Loch“ in der Front anzeigen würde. Die Piloten diskutierten für rund eine Minute die Möglichkeit eines Durchflugs und setzten den Flug in Richtung des VOR Rome fort. Um 16:06 Uhr empfing die Besatzung die Meldung eines TWA-Flugzeugs, deren Piloten angaben, dass das Wetter nördlich des VOR Rome aufklaren würde. Diese Angabe deckte sich mit der Anzeige des bordeigenen Wetterradars, so dass Flug 242 eine Kursänderung nach links in nördliche Richtung durchführte. Auf diesem Kurs flog die Douglas DC-9 in eine Zone mit besonders starker Gewitteraktivität ein. Nachträgliche Auswertungen des NWS ergaben, dass zum Zeitpunkt des Zwischenfalls in Rome und Umgebung die landesweit höchsten Niederschlagsmengen der letzten drei Jahre gemessen worden waren.
Beim Einflug in die Gewitterfront traf die Maschine auf schwere Turbulenzen. Zudem setzte Starkregen und sehr heftiger Hagelschlag ein. Wegen der Turbulenzen verminderte die Besatzung die Triebwerksleistung. Kurz darauf erhielten die Piloten von der Flugsicherung die Aufforderung, auf 14.000 Fuß (rund 4.270 Meter) zu sinken. Für den Sinkflug reduzierten sie die Leistung beider Triebwerke nochmals und lösten damit nichtsahnend eine Ereigniskette aus, die zum Unfall führte. Durch die Aufnahme der enormen Regen- und Hagelmengen sank die Drehzahl der Triebwerke kontinuierlich weiter ab und unterschritt um 16:07 Uhr kurzzeitig das zur Bordstromerzeugung notwendige Maß, so dass die Energieversorgung für 36 Sekunden ausfiel. Um 16:09 Uhr wies die Flugsicherung die Besatzung an, den Sinkflug zu unterbrechen und eine Höhe von 15.000 Fuß (rund 4.600 Meter) zu halten. Die Piloten, die sich bereits knapp unterhalb dieser Flughöhe befanden, meldeten unmittelbar darauf den Bruch einer Cockpitscheibe durch Hagelschlag.
Während des Sinkflugs liefen die Triebwerke im  Leerlaufschub (Idle Thrust). Als nun die Piloten die Schubhebel nach vorn drückten, um die Triebwerksleistung wieder zu erhöhen und in den Steigflug überzugehen, nahm die Drehzahl der Triebwerke aufgrund des Widerstandes der auftreffenden Niederschlagsmengen nur langsam zu. Infolgedessen korrespondierte die Stellung der Schubhebel nicht mit der tatsächlichen Drehzahl der Triebwerke. Gleichzeitig wurden die Niederschläge in den Verdichter gepresst und beeinflussten den Durchfluss des primären Luftstroms. Die Strömung in den Verdichterstufen riss ab, wodurch ein Strömungsabriss (Compressor Stall) entstand. Innerhalb von 30 Sekunden überhitzten beide Motoren. Gleichzeitig baute sich ein immenser Überdruck im Kompressor auf, so dass die Schaufeln der sechsten Verdichterreihe des Niederdruckverdichters nach vorne umgebogen wurden und mit denen der fünften Verdichterstufe kollidierten. Die Schaufeln beider Reihen wurden beschädigt und teilweise abgerissen. Die abgeschlagenen Metallteile gelangten in den Hochdruckkompressor und richteten dort weitere Schäden an. Zwischen 16:09:36 und 16:10:05 Uhr meldeten die Piloten der Flugsicherung kurz nacheinander den Ausfall beider Triebwerke. Der Fluglotse schlug die 33 NM (etwa 61 Kilometer) ostsüdöstlich des VOR Rome gelegene Dobbins Air Force Base in Marietta als möglichen Ausweichflughafen vor. Als die Besatzung um einen Radarvektor für diesen Militärflughafen bat, erhielt sie die Aufforderung, hierzu auf die Frequenz der Anflugkontrolle zu wechseln. Noch bevor die Piloten Kontakt mit der Anflugkontrolle aufnehmen konnten, fiel die Stromversorgung an Bord um 16:10:56 Uhr erneut aus.

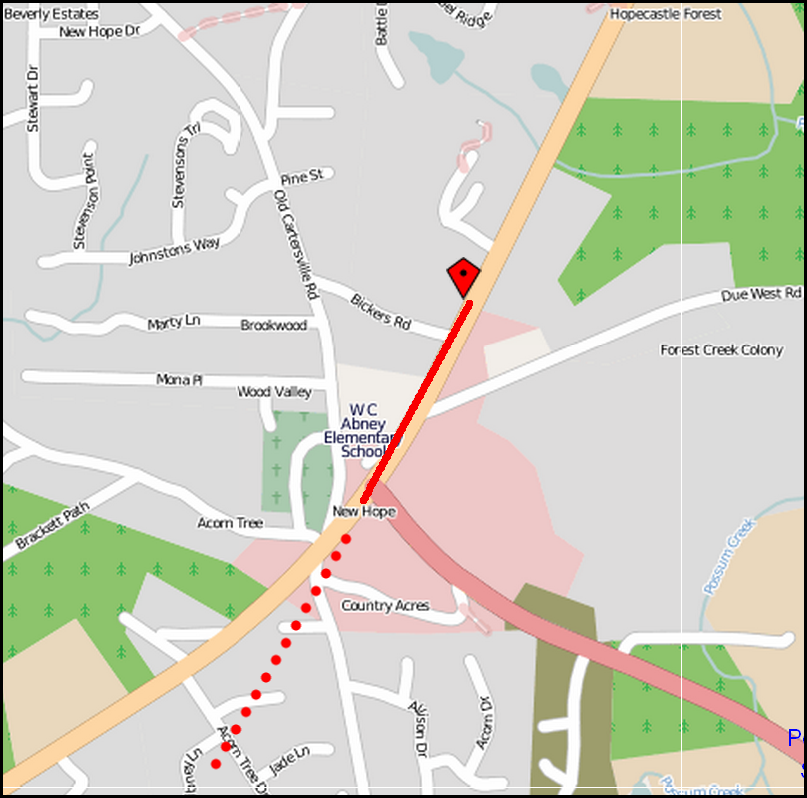
Anflug auf die Straße (gepunktet) sowie Aufsetzen und Rollout (durchgezogene Linie)

Das Flugzeug führte anschließend eine Kursänderung nach links um circa 180 Grad in westliche Richtung durch. Der Grund hierfür blieb unklar, weil auch der Cockpit Voice Recorder vom Energieausfall betroffen war und somit zu dieser Zeit keine Gespräche aufzeichnete. Möglicherweise hatte sich die Besatzung dazu entschieden, die Gewitterzelle wieder in Einflugrichtung zu verlassen, um die Triebwerke außerhalb der Starkregenzone erneut zu starten. Aufgrund der Beschädigungen war dies aber unmöglich. Die bordeigene Energieversorgung wurde durch den Start des Hilfstriebwerks (APU) um 16:13 Uhr wieder hergestellt. Die Piloten nahmen im Anschluss Kontakt zur Anflugkontrolle auf, von der sie die Information bekamen, dass sie sich 20 Meilen (etwa 33 Kilometer) westlich der Dobbins Air Force Base befänden. Die Besatzung erhielt die Anweisung, nach rechts auf einen östlichen Kurs von 120 Grad zu drehen. Zu dieser Zeit befand sich die Maschine nur 16 Kilometer von einem anderen Flugplatz entfernt, dem Cornelius Moore Airport in Polk County (Georgia). Dieser Platz, der eine 1.220 Meter (4.006 Fuß) lange Landebahn besitzt, lag jedoch außerhalb des Kontrollbereichs der Flugsicherung in Atlanta und war dem Lotsen nicht bekannt.
Um 16:16 Uhr befand sich die Maschine in einer Höhe von rund 4.600 Fuß (etwa 1.400 Meter) und noch 17 Meilen von der Dobbins Air Force Base entfernt, zu weit um sie im Gleitflug zu erreichen. Die Besatzung fragte den Fluglotsen nach einer näheren Landemöglichkeit und bekam den Flugplatz Cartersville genannt, der aber nur für Kleinflugzeuge ausgelegt war und etwa 10 Meilen (rund 17 Kilometer) nördlich der Position des Flugzeugs lag. Weil auch dieser Platz im Gleitflug nicht mehr zu erreichen war, entschloss sich die Besatzung, die Maschine auf einem vorausliegenden zweispurigen Highway zu landen. Im Anflug streifte die Douglas DC-9 zunächst mit der linken Tragfläche, im Anschluss auch mit der rechten, mehrere Bäume. Die Maschine setzte 570 Fuß (etwa 174 Meter) hinter dem Punkt der ersten Baumberührung links versetzt zur Mittellinie auf dem Highway auf. Dabei schlug der äußere Bereich der linken Tragfläche gegen eine Erdaufschüttung, woraufhin das Flugzeug nach links ausbrach und von der Straße abkam. Die Maschine kollidierte mit mehreren Verkehrsschildern, Leitplanken, fünf Autos sowie einem Lastwagen und danach mit weiteren Bäumen. Wrackteile trafen eine Tankstelle mit angeschlossenem Lebensmittelgeschäft. Das Gebäude brannte aus. Der Rumpf zerbrach in fünf größere Abschnitte. Zudem wurden beide Tragflächen sowie die komplette Hecksektion mitsamt dem Seiten- und Höhenleitwerk abgerissen. Die Trümmer verteilten sich auf einer Länge von 580 Metern (1.900 Fuß) und einer Breite von 90 Metern (295 Fuß). Durch das auslaufende Kerosin gerieten die hinter den Tragflächen liegenden Rumpfabschnitte in Brand. Von den 85 Insassen des Flugzeugs kamen unmittelbar beim Aufprall oder durch Feuer 62 ums Leben, darunter auch beide Piloten. Mit Ausnahme einer Flugbegleiterin erlitten alle 23 überlebenden Insassen schwere Verletzungen. Zudem wurden acht Personen am Boden getötet und eine weitere schwer verletzt. Diese Person sowie ein Passagier verstarben später, so dass sich die Opferzahl auf 72 erhöhte.1)
1) Laut Vorgaben der ICAO werden offiziell nur Personen, die innerhalb von 30 Tagen nach einem Flugunfall verstarben, statistisch zu den Todesopfern gezählt. Abweichend davon wird in der Infobox (siehe oben) die Gesamtzahl einschließlich der nachträglich Verstorbenen genannt.

## Unfallfaktoren
Folgende Faktoren und Fehler trugen zum Unfall bei:

### Fehlende Wetterinformationen
Die Piloten hatten während des kurzen Zwischenstopps in Huntsville keine aktualisierten Wetterberichte vom Dispatcher der Southern Airways erhalten, obwohl dem Wetterdienst NWS bereits 20 Minuten vor der geplanten Abflugzeit neue Informationen vorlagen. Im Gegensatz zu den früheren Vorhersagen, welche vor dem Start in Muscle Shoals an die Piloten weitergeleitet wurden, hatten sich die angekündigten Einzelgewitter zu einer Multizellenfront verbunden, die sich sehr schnell der Region um Rome näherte. Ebenso erhielt die Besatzung während des Flugs keine Informationen zur veränderten Wetterlage von der Flugsicherung in Atlanta.

### Pilotenfehler
Die Entscheidung der Piloten, unter Zuhilfenahme des Wetterradars einen Durchflug durch die Multizellenfront zu wagen, wurde generell als Fehler angesehen. Es war bekannt, dass die Darstellung des Wetterradars durch atmosphärische Einflüsse gestört werden konnte. Zudem werden Turbulenzen vom Wetterradar nicht erfasst. Die Ermittler gingen davon aus, dass das vom Kopiloten entdeckte „Loch“ in der Front real nicht existierte. Zum Zeitpunkt als die Besatzung das vermeintliche „Loch“ erkannte, durchflog die Maschine eine Regenzone mit mäßiger Stärke. Die umgebenden Niederschläge führten vermutlich zu einer Verfälschung des Radarbildes, die eine dahinter liegende Zone starken Niederschlags maskierte. Unklar blieb, ob die Piloten durch die Meldungen zweier vorausfliegender Maschinen in ihrer Entscheidung beeinflusst wurden, in die Front einzufliegen. Die Besatzung eines TWA-Flugzeugs gab gegen 16:06 Uhr an, dass sich das Wetter nördlich des VOR Rome aufklaren würde. Zuvor hatten bereits um 16:03 Uhr die Piloten einer Eastern-Maschine auf Nachfrage der Flugsicherung per Funk mitgeteilt, dass ein Durchflug durch die Front kein Risiko darstellen würde („It was not too comfortable but we didn't get into anything we would consider the least bit hazardous.“).

### Technik
Vom NTSB durchgeführte Bodentests und Berechnungsmodelle ergaben, dass bei einer Wasseraufnahme von mehr als 14 Prozent die Triebwerksdrehzahl im Leerlaufschub (Idle Thrust) unter das zur Bordstromerzeugung notwendige Maß gesunken wäre. Dies bewirkte wahrscheinlich den ersten Energieausfall an Bord. Zum Übergang in den Steigflug erhöhten die Piloten die Triebwerksleistung, indem sie wie üblich die Schubhebel weit nach vorne schoben. Die Drehzahl der Triebwerke nahm daraufhin zwar zu, deckte sich aber aufgrund der abbremsenden Wirkung der Niederschläge nicht mit der Stellung der Schubhebel. Die zu niedrige Menge eingesaugter Luft führte zu einem Pumpen des Verdichters (Compressor Surge) und schließlich zu einem Strömungsabriss im Kompressor (Compressor Stall). Beides wurde von den Piloten vermutlich nicht bemerkt; aufgrund der Anordnung der Hecktriebwerke und des Hagelschlags dürfte eine akustische Wahrnehmung unmöglich gewesen sein. Sie beließen die Schubhebel in vorderer Stellung, wodurch beide Motoren überhitzten. Gleichzeitig nahmen die Triebwerke weiterhin enorme Mengen an Regen und Hagel auf. Die verdampfenden Niederschläge verursachten einen immensen Druckanstieg im Kompressor, der zum Verbiegen der sechsten Verdichterstufe und zum teilweisen Abriss der Verdichterschaufeln führte.

## Konsequenzen
- In Zusammenarbeit mit dem Triebwerksfabrikanten Pratt & Whitney empfahl der Flugzeughersteller McDonnell Douglas, beim Durchfliegen von starken Niederschlagszonen die automatische Schubregelung zu deaktivieren und zudem die Triebwerksleistung nicht manuell zu verändern. Falls dies situationsbedingt nicht möglich wäre, sollten die Schubhebel nur langsam beziehungsweise stufenweise nach vorn geschoben werden, wobei die Piloten die Drehzahl der Triebwerke zu überwachen hätten.[23]
- Die nationale Luftfahrtbehörde Federal Aviation Administration (FAA) legte ein genormtes Klassifizierungssystem für Gewitteraktivitäten fest und schrieb eine generelle Vermeidung von Durchflügen durch gefährliche Wetterzonen vor. Zudem erließ die FAA neue Rahmenbedingungen, die zu einem verbesserten Informationsaustausch zwischen den nationalen Wetterdiensten, Fluggesellschaften und Flugkontrollzentren führte.[24]
- Bereits vor dem Unfall war im August 1975 ein Entwicklungsprogramm zur Verbesserung der bordinternen Wetterradare eingeleitet worden.[24] Zu dieser Zeit besaßen alle verbauten Radarsysteme monochrome (einfarbig grüne) Bildschirme. Diese hatten eine erheblich geringere Auflösung als die heute verwendeten Farbbildschirme. Heutige Modelle stellen Unterschiede der Niederschlagsdichte durch entsprechende Farbtöne dar und erlauben den Piloten eine genauere Einschätzung der wahrscheinlichen Wetterlage.

## Mediale Aufarbeitung
Das Unglück war Thema der sechsten Folge der fünften Staffel der kanadischen Dokumentarserie Mayday – Alarm im Cockpit, die in Deutschland unter dem Titel Auf Kurs ins Unwetter (Originaltitel: Southern Storm) ausgestrahlt wurde.